# 姚祖恩
姚 祖恩（よう そおん、生没年不詳）は、中国清代中期の蔵書家・文学研究者。字は柳漪、号は笏園、室名は扶茘山房。浙江省杭州府銭塘県の出身。

## 経歴
康熙60年（1721年）に『史記菁華録』を書き始めた。乾隆49年（1784年）に進士となり、広東博羅知県に選ばれる。嘉慶末、姚祖恩集朱彝尊の『明詩綜』全部の詩人小伝が、『静志居詩話』二十四巻になっている。

## 著作
- 『史記菁華録』
- 『戦国策菁華録』
- 『静志居詩話』